# Terrestrial Planet Finder

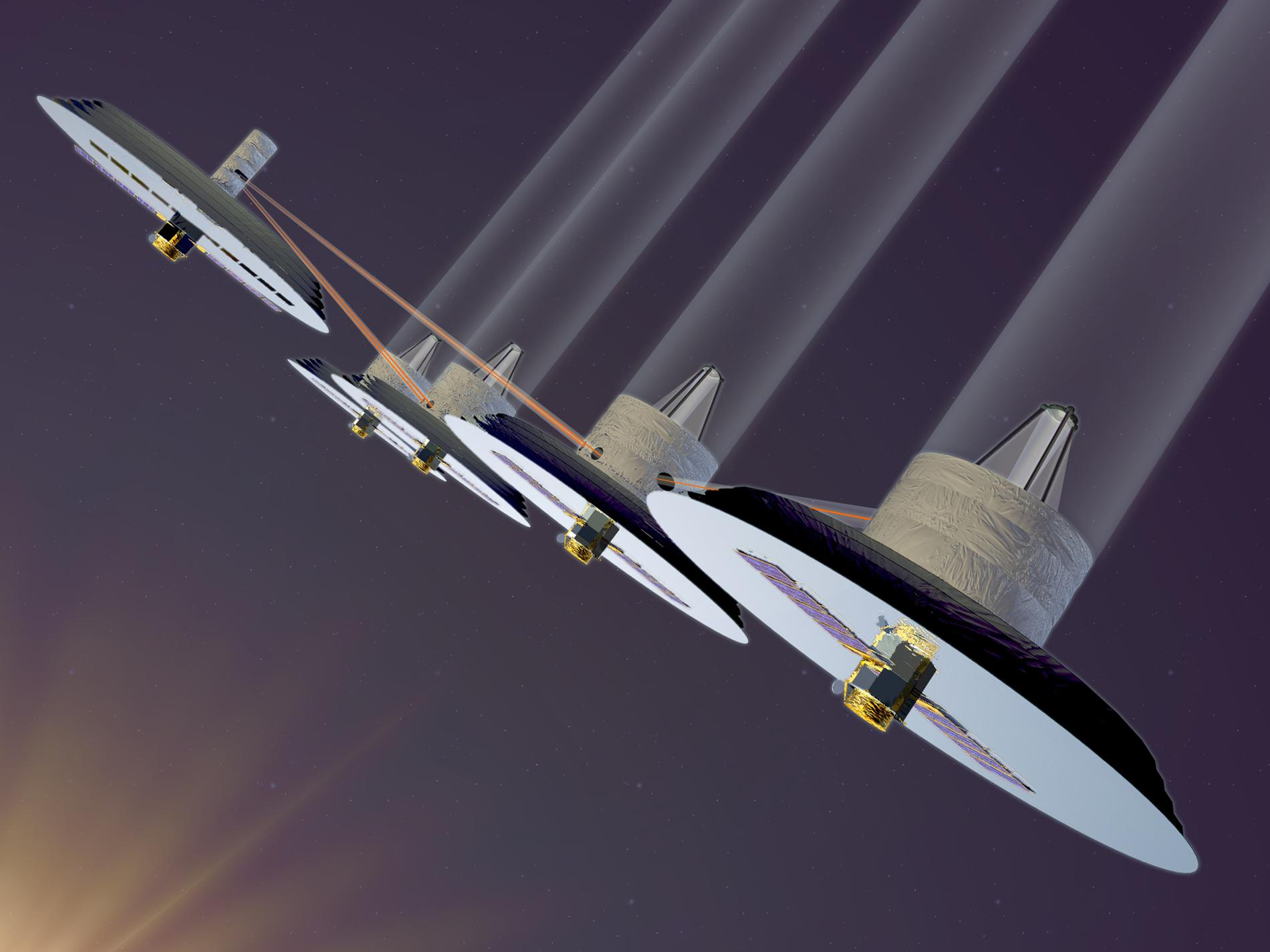
Terrestrial Planet Finder - de infraroodversie

De Terrestrial Planet Finder (afgekort TPF) was een ruimtetelescoop die in 2015 of 2020 gelanceerd zou moeten worden, afhankelijk van het ontwerp. Voormalig Amerikaans president George W Bush gaf hiervoor opdracht aan NASA ten behoeve van de zoektocht naar aardachtige planeten in andere planetenstelsels. Op deze planeten zou, net zoals op de Aarde, leven kunnen ontstaan of ontstaan zijn. Er werden enkele mogelijk aardachtige planeten ontdekt, maar deze staan te dicht bij hun ster zodat er leven (door middel van koolstof en water) zoals op Aarde onmogelijk is. De resolutie van deze telescoop zou minstens eens zo groot moeten zijn als de krachtigste telescoop op het moment van opdrachtgeving, de Hubble Space Telescope. De ontwikkeling is op non-actief gezet en in 2011 definitief gestopt. 

## Ontwerpen
NASA heeft twee mogelijke ontwerpen voor de TPF ontworpen.
TPF-I zou een infraroodcamera meekrijgen. Men maakt hierbij gebruik van het principe dat op Aarde wordt gebruikt, met meerdere infraroodcamera's om één goed beeld te krijgen. 
TPF-C zou gebaseerd worden op zichtbaar licht. Een andere benaming hiervoor is Visible Light Coronagraph. Deze telescoop gebruikt net zoals de Hubble een spiegel, maar dan drie tot vier keer groter. Hij zou een resolutie hebben van meer dan tien keer die van de Hubble. Deze optie zou een scherper beeld creëren dan de TPF-I. Deze telescoop zou het sterlicht versterken met een factor van een miljard. 

## Uitstel
De ontwikkeling van de TPF werd voor onbepaalde tijd stopgezet omdat het budget voor NASA en JPL (Jet Propulsion Laboratory) in 2007 te klein was. In 2011 is het project gestopt. 

## ESA
Het European Space Agency ESA heeft een soortgelijke telescoop gepland. Deze telescoop zou Darwin gaan heten. Het is onbekend wat ESA wil doen na de uitstel van NASA met hun TPF-telescoop.